# Internationale unabhängige christliche Jugend
Die Internationale unabhängige christliche Jugend (en.: International Independent Christian Youth, fr.: Jeunesse Indépendante Chrétienne International, Offizielle Abkürzung: JICI) ist eine internationale Jugendorganisation in der römisch-katholischen Kirche. Die vom Heiligen Stuhl anerkannte Vereinigung von Gläubigen wurde 1931 gegründet und umfasst weltweit 8 weitere Mitgliedsbewegungen in 8 Ländern mit insgesamt etwa 6.000 Personen.

## Geschichte
Die JICI entstand in den 1930er Jahren innerhalb der Katholischen Aktion, ihre Mitglieder gehörten überwiegend zur Mittelschicht, dem Bürgertum und dem Adel. Die Ergebnisse des Zweiten Vatikanischen Konzils führten 1964 im Wesentlichen zu einer internationalen Öffnung. Vereinigungen und Bewegungen aus Spanien, den Niederlanden, Belgien und der Schweiz verständigten sich über eine internationale Zusammenarbeit.  Die europäischen Verbünde entwickeln ihre Tätigkeiten und knüpfen mit Diözesankurien  in Afrika und Madagaskar Verbindungen an. In San Sebastián (Spanien) kam es zur ersten weltweiten Tagung mit Vertretern aus Europa, Afrika und Amerika. Die JICI wurde durch den Päpstlichen Rat für Laien zu einer internationalen katholischen Organisation päpstlichen Rechts anerkannt.

## Selbstverständnis
Die jugendlichen Mitglieder sollen auf verantwortliche Positionen im sozialen, wirtschaftlichen und kulturellem Leben vorbereitet werden. Die Bewegung lebt ein Miteinander im Glauben und christlichen Leben. Eine probate Methode der Pädagogik ist die gemeinschaftliche Lebensbetrachtung, die „Révision de vie“, wie sie auch genannt wird, steht im Lichte des Evangeliums und stellt ein Mittel zur Hilfe des eigenen Lebens dar.

## Organisation und Ausweitung
Das höchste Organ ist die Generalversammlung, sie wird alle vier Jahre einberufen und wählt das Internationale Komitee. Das Internationale Komitee wird von einem Präsidenten geleitet, ihm zur Seite stehen der Generalsekretär als Geschäftsführer, ein weiterer Sekretär, der Schatzmeister und dem internationalen Kirchlichen Assistenten. Der JICI gehören weltweit 8 Mitgliedsbewegungen mit ungefähr 6.000 Personen an, sie sind in Afrika, Europa, Ozeanien und Südamerika vertreten.